# Universität Aizu

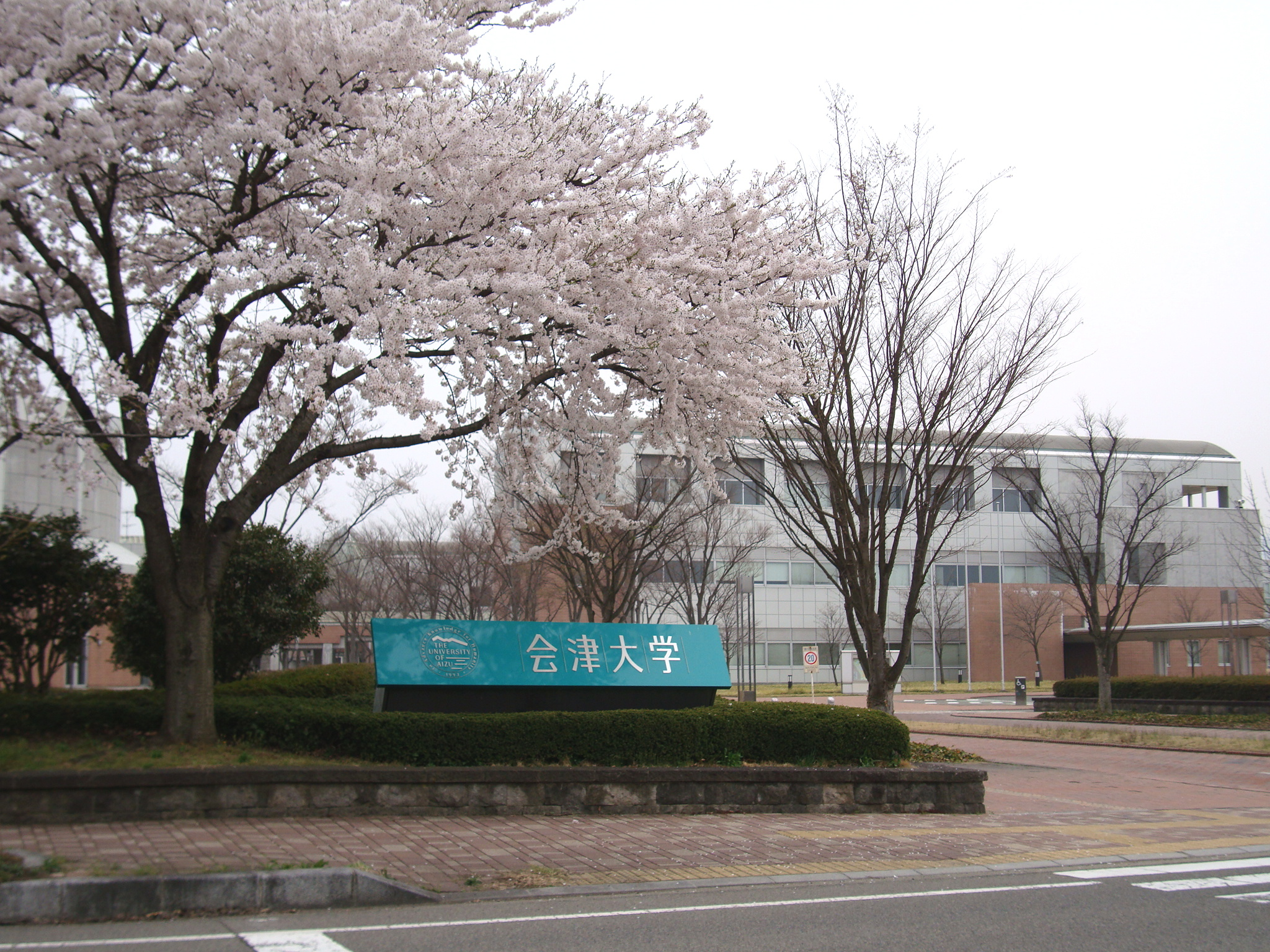
Haupteingang (April 2009)

Die Universität Aizu (japanisch 会津大学 Aizu daigaku; engl. University of Aizu, kurz: UoA) ist eine öffentliche (präfekturale) Universität in Aizu-Wakamatsu in der Präfektur Fukushima (Japan).

## Geschichte
In der Edo-Zeit war die Region Aizu für ihr Engagement im Bereich Jugendbildung bekannt. Nach der Meiji-Restauration (siehe Boshin-Krieg und Byakkotai) wurde aber keine Hochschule in der Region gegründet. Schließlich gründete die Präfekturverwaltung Fukushima 1951 die Kurzuniversität Aizu (会津短期大学, Aizu tanki daigaku). Noch gab es keine 4-jährige Hochschule in der Region.
1993 wurde die Universität Aizu gegründet und war die erste japanische Universität, die auf Computer Science and Engineering (CSE, japanisch コンピュータ理工学 kompyūta rikō-gaku) ausgerichtet ist. Die bestehende Kurzuniversität Aizu wurde zu ihrer angegliederten Kurzuniversität. 1997 richtete die Universität die Graduiertenschule (Masterstudiengänge) ein, 1999 dann die Doktorkurse.

## Fakultäten
- Fakultät für Computer Science and Engineering
  - Abteilung für Computer Science and Engineering
- Angegliederte Kurzuniversität (japanisch 会津大学短期大学部 Aizu daigaku tanki daigaku-bu; engl. Junior College of Aizu, 37° 30′ 26,4″ N, 139° 56′ 44,6″ O)
  - Abteilung für Industrielle Informationswissenschaft
  - Abteilung für Ernährungswissenschaft
  - Abteilung für Vorschulpädagogik